# Ковалёв, Иван Васильевич
Иван Васильевич Ковалёв (1 марта 1908 года, деревня Батаевка, Астраханская губерния — 1 марта 1967 года, Холмск, Сахалинская область) — председатель рыболовецкого колхоза имени Ворошилова Невельского района Сахалинской области. Герой Социалистического Труда (1957).

## Биография
Родился в 1908 году в крестьянской семье в деревне Батаевка Царевского уезда (ныне Ахтубинский район) Астраханской губернии. С 1927 года трудился рабочим, бригадиром, заместителем рыбокомбината в Астраханской области. Член КПСС В марте 1947 года переехал в Невельский район Сахалинской области в рамках государственной акции заселения освобождённой южной части острова русским населением. В этом же году был назначен председателем рыболовецкого колхоза имени Ворошилова Невельского района.
Указом Президиума Верховного Совета СССР от 2 марта 1957 года «за выдающиеся успехи в развитии рыбного промысла в открытых морях и достигнутые высокие показатели в добыче рыбы» удостоен звания Героя Социалистического Труда с вручением ордена Ленина и золотой медали Серп и Молот.
Позднее — заместитель председателя укрупнённого рыболовецкого колхоза «Заветы Ильчиа». С 1961 по 1966 года — председатель рыбколхоза имени В. И. Ленина Холмского района в посёлке Яблочный (сегодня — Яблочное).
Избирался депутатом Невельского и Холмского городских, Яблочного посёлкового Советов депутатов, членом Сахалинского обкома КПСС и Холмского горкома КПСС, членом ЦК Роспотребсоюза.
После выхода на пенсию проживал в Холмске Сахалинской области. Скончался в марте 1967 года.
Память
Его имя носило сейнер типа РС — 300 («Иван Ковалёв», списано в 1988 году)
Награды
- Герой Социалистического Труда
- Орден Ленина
- Медаль «За доблестный труд в Великой Отечественной войне 1941—1945 гг.»
- Медаль «За победу над Японией»
- Отличник социалистического соревнования рыбной промышленности (1956)